# تسفي هاري هورويتز
تسفي هاري هورويتز (بالإنجليزية: Zvi Harry Hurwitz)‏ هو دبلوماسي جنوب أفريقي، ولد في 29 أغسطس 1924 في مدينة ليبايا في لاتفيا، وتوفي في 1 أكتوبر 2008 في كفار سابا في إسرائيل.